# موندا
بلدية موندا (بالإسبانية: Monda) هي بلدية تقع في مقاطعة مالقة التابعة لمنطقة أندلوسيا جنوب إسبانيا.

## الديموغرافيا
بلغ عدد سكان بلدية موندا 2.486 نسمة عام 2011 (وفقاً للمعهد الوطني الإسباني للإحصاء).
| 1.620 | 1.671 | 1.753 | 2.059 | 2.258 | 2.410 | 2.486 |